# Lac Jalobert
Lac Jalobert är en sjö i Kanada.   Den ligger i regionen Saguenay–Lac-Saint-Jean och provinsen Québec, i den östra delen av landet, 500 km nordost om huvudstaden Ottawa. Lac Jalobert ligger 658 meter över havet. Arean är 8,0 kvadratkilometer. Den sträcker sig 6,3 kilometer i nord-sydlig riktning, och 3,7 kilometer i öst-västlig riktning.
I omgivningarna runt Lac Jalobert växer i huvudsak blandskog. Trakten runt Lac Jalobert är nära nog obefolkad, med mindre än två invånare per kvadratkilometer.